# رایا (دیزنی)
رایا (به انگلیسی: Raya) شخصیتی تخیلی است که به عنوان قهرمان اصلی پنجاه و نهمین فیلم پویانمایی بلند استودیوی انیمیشن والت دیزنی رایا و آخرین اژدها (۲۰۲۱) ظاهر می‌شود. این شخصیت توسط فیلمنامه‌نویس ادل لیم ساخته شده‌است، و صداپیشگی او توسط بازیگر آمریکایی کلی مری ترن انجام شده‌است.
او دختر رئیس قبیله «هارت» بوده و یک شاهدخت جنگجو است که به عنوان نگهبان الماس اژدها منصوب می‌شود. هنگامی که این جواهر تکه‌تکه می‌شود، هیولاهای معروف به Druun آزاد می‌شوند و سرزمین کوماندرا را تهدید می‌کنند و همه مردم از جمله پدر رایا را به سنگ تبدیل می‌کنند. او به زودی با سیسو، آخرین اژدهای باقیمانده، و با توک توک، یک هیبرید حشره/آرمادیلو در سراسر کوماندرا سفر می‌کند تا تکه‌های جواهر را بازیابی کند و از قدرت آن برای غلبه بر Druun استفاده کند، در حالی که همگی در سفر با هم دوست می‌شوند. رایا همچنین با ناماری، که شاهدختی جنگجو از قبیله فانگ است، رقابت می‌کند.
رایا سیزدهمین عضو رسمی از خط پرنسس دیزنی است.